# John Shum
John Sham Kin-Fun (nacido en 1952) es un actor y productor de cine de Hong Kong. Su nombre en inglés a veces se escribe como John Shum. Aunque es conocido principalmente por sus papeles como actor cómico en el cine de Hong Kong, también pasó un tiempo como activista político.

## Biografía
Shum se graduó de la Universidad de Hong Kong. Realizó más estudios en Gran Bretaña y Estados Unidos. Después de regresar a Hong Kong, cofundó una revista local de la ciudad (City Magazine) y trabajó allí como editor. Al mismo tiempo, comenzó a trabajar en televisión y radio. 
Fue un estudiante activista en la década de 1970 y fue miembro del Partido Trotskista en la Liga Marxista Revolucionaria.
En 1983 fundó la productora cinematográfica D & B Films con Sammo Hung y Dickson Poon. Más tarde fundó una segunda compañía cinematográfica con John Chan, Maverick Films Ltd. 
El período más productivo de Shum como actor fue en la década de 1980. Protagonizó 49 películas, 33 de las cuales se realizaron en esa década. Sus apariciones más conocidas fueron en las películas Lucky Stars, en Winners and Sinners (1983) y Twinkle, Twinkle Lucky Stars (1985). Con el también actor y comediante Richard Ng interpretó el papel principal en la serie de películas Pom Pom (1984-1986). 
La carrera de Shum como productor abarca más de 20 películas, que incluyen: Hong Kong 1941 (1984) con Chow Yun-Fat, Legacy of Rage (1986) de Ronny Yu y la película benéfica The Banquet (1991), que se realizó como parte del desastre nacional por inundaciones en el este de China en 1991 (一 九九 一年 華東 水災).  
En 1987 trabajó como asistente de dirección en la película de Michelle Yeoh Magnificent Warriors. 
En 1992, Sham copresidió la ceremonia de los Premios del Cine de Hong Kong. 
Durante gran parte de la década de 1990, las películas pasaron a un segundo plano, ya que Shum estuvo muy involucrado con el movimiento a favor de la democracia en Hong Kong.
En 2005 fue nombrado Secretario Ejecutivo de la Federación de Cineastas de Hong Kong por el Comité de Desarrollo Cinematográfico (FDC) patrocinado por el gobierno. En diciembre de 2007 se inscribió como miembro del comité ejecutivo de Hong Kong Performing Artistes Guild.
Su último papel es como productor ejecutivo, junto a Jackie Chan, de la película Wushu (2008), que fue dirigida por Antony Szeto y protagonizada por Sammo Hung.

## Filmografía

### Películas
- Yes, Madam 一皇家師姐 (1985), actor
- A Complicated Story 一個複雜故事 (2013), actor
- A Simple Life 桃姐 (2011), actor
- Bodyguards and Assassins 十月圍城 (2009), actor
- Mr. Cinema 老港正傳 (2007), actor
- McDull, the Alumni 春田花花同學會(2006), actor
- New Police Story 新警察故事 (2004), actor
- The Miracle Box 天作之盒 (2004), actor